# 岡崎体育の京の観察日記
『岡崎体育の京の観察日記』（おかざきたいいくのきょうのかんさつにっき）は、2020年1月11日からKBS京都テレビで放送されている散歩番組。

## 概要
毎回、京都府内の特定の市町村を宇治市出身の岡崎体育が散歩し、街の様子を紹介したり、見学や体験をしたり、飲食を楽しむ。ただし、有名な観光地や店は基本的に行かず、名物を飲食することはない。岡崎が縁のある場所もあり、本人が当時の思い出を語ることもある。
散歩番組のため、交通機関等を利用した移動の描写はない。また、宿泊を伴ったり、長距離を移動する旅番組ではない。
関西圏での放送開始を経て、現在では関東でも放送されている。
京都放送の公式サイトでは、過去に放送された回の記事や写真が見られる。

## 使用曲

### エンディング曲
- 「観察日記」(岡崎体育)

## 放送時間
京都放送での放送時間は毎週土曜22:30 - 23:00。ただし新作の放送を行うのは第2・第4土曜のみであり、第1・第3土曜には前週の再放送が行われる。第5土曜には番組の放送自体が無く、代わりにテレビショッピングが放送される。
遅れて始まった関東での放送は、1回目から順次放送されているため、本放送より遅れて放送している。京都放送のような枠内での再放送や通販番組はない。

## 放送局
- 京都放送(制作局)
- 東京メトロポリタンテレビジョン(2022年1月〜)[1]
- テレビ神奈川(2022年6月〜)[2]
- 千葉テレビ放送(2023年10月〜)[3]
- サンテレビジョン(2025年1月16日〜)[4]

## ゲスト
- 2021年2月27日と3月13日に放送の総集編では、岡崎と同じ宇治市出身者の鈴鹿秋斗（夜の本気ダンス）がナレーターを務めた[5]。

- 2021年11月〜12月放送回では愛はズボーンの儀間建太が出演。

### 独立局の散歩番組
- あんぎゃでござる!!(京都放送)
- カミナリのチャリ旅!(とちぎテレビ)
- U字工事の旅!発見(とちぎテレビ)